# Plus de femmes !
Pour plus de détails, voir Fiche technique et Distribution.
Plus de femmes ! (titre original : The White Sin) est un film américain muet réalisé par William A. Seiter, sorti en 1924.

## Fiche technique
- Titre : Plus de femmes !
- Titre original : The White Sin
- Réalisation : William A. Seiter
- Scénario : Del Andrews, Julian La Mothe, d'après une histoire de Harold Shumate
- Photographie : Max Dupont
- Société de production : Palmer Photoplay Corporation
- Pays de production : États-Unis
- Format : Noir et blanc - 1,33:1 - Film muet
- Date de sortie : 
  - États-Unis : 24 février 1924

## Distribution
- Madge Bellamy : Hattie Lou Harkness
- John Bowers : Grant Van Gore
- Francelia Billington : Grace Van Gore
- Hal Cooley : Spencer Van Gore
- James Corrigan : Peter Van Gore
- Billy Bevan : Travers Dale
- Norris Johnson : la tante de Grace
- Ethel Wales : Tante Cynthia
- Otis Harlan : le juge Langley
- Myrtle Vane : Mrs. Van Gore
- Arthur Millett : le docteur
- James Gordon : le capitaine du yacht